# 風之舞
風之舞(かぜのまい)は、2007年公開の日本映画。

## 出演
- 比嘉晴琉：尚玄
- 新垣直人：桑原太市
- 比嘉綾乃：上間綾乃
- 進藤正也：河内俊光
- 大城大和：デビット伊東
- 島袋喜一：北村三郎
- 玉城　翼：末吉司弥
- 上原恵理：桃原遥
- 森田　仁：堀川竜一
- 仲間優香：内里美香
- 高良　經：上地雄輔
- 島袋　誠：前田広治
- 宮城　要：松崎裕

## スタッフ
- 製作総指揮・脚本：稲林忠雄
- 監督：桑原太市、米須清正